# Wilfred de Bruijn
Wilfred de Bruijn, né le 1er janvier 1974 à Bleskensgraaf, est un animateur de télévision, présentateur de documentaires et bibliothécaire néerlandais.

## Biographie
Wilfred De Bruijn naît à Bleskensgraaf et grandit à Alblasserwaard. Il étudie l'histoire de l'art à l'université de Leyde. Depuis 2003, il habite à Paris en France où il est bibliothécaire pour la Fondation Custodia.
En avril 2013, il se promène avec son compagnon, Olivier Couderc, dans le 19e arrondissement de Paris lorsqu'il est victime d'une violente agression homophobe. Ceci survient en plein débat sur le mariage homosexuel en France. Il partage la photo de son visage tuméfié sur les réseaux sociaux et est invité à parler dans plusieurs médias pour témoigner de cet acte,,. Taieb K. et Abdelmalik M., responsables de l'attaque, sont condamnés à trente mois de prison ferme.

## Télévision
Wilfred De Bruijn a été candidat lors de l'hiver 2013-2014 de l'émission néerlandaise De Slimste Mens (L'Homme le plus intelligent) sur NCRV.
Entre 2013 et 2015, il est fréquemment chroniqueur de l'émission De wereld draait door (Le monde continue de tourner) sur NPO 1.
En mars 2016, il anime une série de documentaires nommée Op zoek naar Frankrijk (En visite de la France) qui est diffusée sur NPO 2. Dans cette série, il essaie de comprendre la société française au moyen d'interviews. La série rencontre un large succès aux Pays-Bas.